# 3rd Floor
3rd Floor er et album af Lilyjets udgivet i 2006. Dette er bandets debutalbum. Albummet lå fem uger på VG-lista, og endte med en 17. plads som bedste placering.

## Sporliste
1. On Top
2. Hit By a Girl
3. Perfect Picture (It Would Be Better)
4. Going Blind
5. Brand New Place
6. Today
7. Don't Let It Go to Your Head
8. Since You Been Gone
9. Hitchiker
10. Aileen
11. Crave
12. 1000 Songs